# Crioulo Doido
Crioulo Doido é um filme brasileiro de 1973, do gênero drama, dirigido e roteirizado por Carlos Alberto Prates Correia. Filmado em Sabará (Minas Gerais), o título do filme faz referência a canção "Samba do Crioulo Doido", ouvida em uma das cenas finais, mas deixa de lado o cunho humorístico da letra da composição e se concentra em aspectos sociais e culturais.

## Sinopse
Em abril de 1964, no interior de Minas Gerais, o negro de origem humilde Felisberto é um renomado alfaiate que sonha em ganhar muito dinheiro para ascender socialmente. Numa festa ele conhece e quer namorar com a interesseira Sebastiana, que a princípio o rejeita mas depois acaba casando com ele ao saber de sua boa situação financeira. Felisberto passa a se envolver em vários negócios, se torna fazendeiro, agiota e banqueiro do jogo do bicho e busca ser industrial, tentando ficar rico logo. Mas as notícias sobre a "revolução"  e os anúncios do Fim do Mundo próximo, acabam deixando-o transtornado e devido a isso muda seus planos de riqueza.

## Elenco
- Jorge Coutinho (Felisberto)
- Selma Caronezzi (Sebastiana)
- B. de Paiva (Amigo da família)
- Jorge Botelho (Arauto do fim do mundo)
- Rodolfo Arena (Ruralista)
- José Aurélio Vieira (Forasteiro)
- Ezequias Marques (Apontador de jogo do bicho)
- Ronaldo Medeiros (Sibarita)
- Luís Otávio Horta (Arreliento)
- Antônio Rodrigues (Fazendeiro).